# Sekwencja stratygraficzna
Sekwencja stratygraficzna – w archeologii termin oznaczający występowanie po sobie kolejnych warstw archeologicznych w obrębie danego stanowiska archeologicznego. Analiza układu warstw pozwala archeologom odtworzyć dzieje stanowiska i ich kolejność. Układ warstw nie jest jednolity i same warstwy także nie są jednakowe w obrębie stanowiska. W różnych rejonach stanowiska proces powstawania warstw mógł przebiegać inaczej.